# James Cooley (attore)
James Riddle Cooley (Nelsonville, 1880 – Hollywood, 5 novembre 1948) è stato un attore statunitense di cinema e teatro.

## Biografia
Attivo all'epoca del cinema muto interpretò più di cinquanta tra film e cortometraggi, spesso in parti da protagonista. Tra questi So Runs the Way, Wanted a Wife, The Detective's Stratagem e The Van Nostrand Tiara.

## Filmografia
- The Cobbler - cortometraggio (1911)
- Wanted a Wife - cortometraggio (1912)
- The Better Man – cortometraggio (1912)
- Fur Smugglers – cortometraggio (1912)
- The Burglar's Reformation, regia di George Terwilliger – cortometraggio (1912)
- Bedelia As a Mother-In-Law – cortometraggio (1912)
- The Recoil – cortometraggio (1912)
- Mixed Identities – cortometraggio (1912)
- The District Attorney's Conscience, regia di James Kirkwood - cortometraggio (1912)
- The Forbidden Way - cortometraggio (1912)
- Love Me, Love My Dog - cortometraggio (1912)
- The Two Fathers - cortometraggio (1912)
- One Against One, regia di Tony O'Sullivan (Anthony O'Sullivan) - cortometraggio (1912)
- North of Fifty-Three, regia di Anthony O'Sullivan - cortometraggio (1912)
- Love Knows No Laws - cortometraggio (1912)
- The Geranium - cortometraggio (1912)
- Bedelia and the Newlyweds - cortometraggio (1912)
- Father - cortometraggio (1912)
- A Bride from the Sea  - cortometraggio (1913)
- The Stolen Treaty, regia di Anthony O'Sullivan - cortometraggio (1913)
- The Law and His Son, regia di Anthony O'Sullivan - cortometraggio (1913)
- So Runs the Way, regia di Christy Cabanne - cortometraggio (1913)
- The Van Nostrand Tiara, regia di Anthony O'Sullivan - cortometraggio (1913)
- The Stopped Clock, regia di Anthony O'Sullivan (1913)
- Diversion, regia di Anthony O'Sullivan (1913)
- The Detective's Stratagem, regia di autore sconosciuto (1913)
- All for Science, regia di Anthony O'Sullivan (1913)
- Beyond All Law, regia di Frank Powell (1913)
- For Her Government, regia di Frank Powell (1913)
- Concentration, regia di Anthony O'Sullivan (1914)
- The Little Gray Lady, regia di Francis Powers (1914)
- Wildflower, regia di Allan Dwan (1914)
- The Broken Toy
- Love and Money
- Fairy Fern Seed
- The Price
- The Coquette
- The Concealed Truth
- Forbidden Fruit
- A Fool's Paradise
- The Immortal Flame
- The Eternal Sapho, regia di Bertram Bracken (1916)
- A Tale of Two Nations
- The Discarded Woman
- The Common Sin
- Through the Storm
- Ceneri di vendetta (Ashes of Vengeance), regia di Frank Lloyd (1923)
- Più forte dell'odio (The Song of Love), regia di Chester M. Franklin e Frances Marion
- No Living Witness
- Il grande Barnum
- Ramona
- Ho trovato una stella